# Sheila Munyiva
Sheila Munyiva (nacida el 27 de marzo de 1993) es una actriz y directora de cine keniana.

## Biografía
Munyiva nació en 1993 en Nairobi. Visitó el Reino Unido con frecuencia para visitar a su madre que vivía allí. Estudió para ser presentadora de noticias en la universidad antes de cambiar su especialización a producción cinematográfica. Después de graduarse, trabajó en la escritura de guiones participando en clases magistrales de escritores.
En 2018, interpretó a Ziki, un espíritu libre que se siente en conflicto y dividido entre el amor y la seguridad, en Rafiki. La historia estaba basada en la novela Jambula Tree de la escritora ugandesa Monica Arac de Nyeko y detalla el amor que se desarrolla entre dos mujeres jóvenes donde la homosexualidad está prohibida. A pesar de que impresionó a la directora Wanuri Kahiu en la audición, Munyiva dudó en asumir el papel hasta que un amigo queer la convenció de su importancia. La película fue prohibida en Kenia, donde la homosexualidad es ilegal. Rafiki se convirtió en la primera película de Kenia que se proyectó en el Festival de Cine de Cannes. Munyiva apareció en la edición de Vogue UK por los mejores looks de belleza y sesión de maquillaje en Cannes. Ann Hornaday de The Washington Post elogió la "química entrañable y no forzada" de Munyiva y su coprotagonista Samantha Mugatsia. Munyiva fue nominada a mejor actriz en los Africa Movie Academy Awards.
En 2019, interpretó a la oficial médica Anna en la serie de televisión Country Queen. En julio del mismo año, debutó en teatro como Sarafina en el musical Sarafina!. También trabaja como mentora voluntaria de niñas en una escuela en los barrios pobres de Kibera. Ha dirigido varios comerciales en Kenia y está trabajando en su primer cortometraje, Ngao, basado en sus experiencias infantiles.

## Filmografía
- 2018: Rafiki como Ziki Okemi
- 2018: L'invité (serie de televisión)
- 2019: Country Queen como Anna (serie de televisión)